# Pays-Bas au Concours Eurovision de la chanson 1957
Les Pays-Bas ont participé au Concours Eurovision de la chanson en 1957 à Francfort-sur-le-Main, en Allemagne de l'Ouest. La chanson Net als toen interprétée par Corry Brokken a été sélectionnée lors d'une finale nationale organisée par le radiodiffuseur Nederlandse Televisie Stichting (NTS), intitulée Nationaal Songfestival (nl). Les Pays-Bas ont par la suite remporté le Concours Eurovision de la chanson 1957.

## Processus de sélection

### Résultats
| no | Interprète        | Chanson              | Traduction                   | Votes | Place |
| -- | ----------------- | -------------------- | ---------------------------- | ----- | ----- |
| 1  | Hea Sury          | De bromtol           | Le Jouet tournant            | 532   | 7e    |
| 2  | Hea Sury          | Een liedje van niets | Une chanson à propos de rien | 140   | 8e    |
| 3  | John de Mol (nl)  | Havannah is zo ver   | La Havane est si loin        | 814   | 6e    |
| 4  | John de Mol (nl)  | Hiep hiep hiep hoera | Hip, hip, hip hourra         | 819   | 5e    |
| 5  | Marcel Thielemans | Ik weet nog goed     | Je me souviens encore bien   | 965   | 4e    |
| 6  | Corry Brokken     | Iwan                 | —                            | 4 692 | 2e    |
| 7  | Corry Brokken     | Net als toen         | Tout comme avant             | 6 927 | 1re   |
| 8  | Marcel Thielemans | Simpe sampe sompe    | —                            | 2 544 | 3e    |

## À l'Eurovision
Les Pays-Bas étaient le 6e pays à chanter lors de la soirée du concours, après l'Autriche et avant l'Allemagne. À l'issue du vote, les Pays-Bas ont reçu au total 31 points, en recevant au moins un point de tous les autres pays, se classant 1ers sur 10 pays.

### Points attribués aux Pays-Bas
Chaque pays avait un jury de dix personnes. Chaque membre du jury pouvait donner un point à sa chanson préférée.
| 10 points  | 9 points | 8 points                | 7 points | 6 points                           |
| ---------- | -------- | ----------------------- | -------- | ---------------------------------- |
|            |          |                         | - Suisse | - Autriche                         |
| 5 points   | 4 points | 3 points                | 2 points | 1 point                            |
| - Belgique | - France | - Danemark - Luxembourg |          | - Allemagne - Italie - Royaume-Uni |

### Points attribués par les Pays-Bas
| 5 points | Danemark                    |
| 2 points | Italie                      |
| 1 point  | Autriche France Royaume-Uni |